# Jacques de Sores
Jacques de Sores foi um pirata francês que atacou e incendiou Havana, Cuba, no ano de 1555.

## Biografia
Além de seu ataque a Havana, pouco se sabe sobre De Sores. Ele foi apelidado de "O Anjo Exterminador" ("L'Ange Exterminateur"). Ele era o líder de um bando de piratas huguenotes e tenente ou ex-tenente de outro pirata francês, François Le Clerc, que era chamado de "Pegleg" ou "Jambe de Bois" por causa de sua perna de pau. Le Clerc e Sores partiram da França em 1553 com três navios reais e vários corsários sob encomenda de Francisco I da França, que tinha inveja das riquezas que voltavam do Novo Mundo para a Espanha. Le Clerc tinha invadido Santiago de Cuba em 1554, e alguns relatos mencionam um ataque a Santiago de Cuba por de Sores, embora não esteja claro se isso foi parte do ataque de Le Clerc. Ele pode ter usado Cayo Romano e Cayo Coco no arquipélago de Jardines del Rey adjacente à costa norte de Cuba como base de operações.
Os detalhes do ataque a Havana também são vagos: o número de navios que de Sores usou no ataque varia em diferentes relatos de 2 a 20. Independentemente do número de navios envolvidos, de Sores teve poucos problemas em capturar a cidade mal defendida. A maioria dos relatos deixa claro que ele esperava encontrar depósitos de ouro na cidade, enquanto alguns afirmam que ele resgatou membros importantes da população. Todos concordam que, qualquer que seja sua intenção, ele foi frustrado: não encontrou vastas reservas de ouro na cidade e, se resgatou a população, o resgate quase nunca foi pago. Ele destruiu a fortaleza de La Fuerza Vieja na atual Calle Tacón e queimou a maior parte da cidade. A facilidade com que de Sores capturou a cidade levou a coroa espanhola a iniciar um grande programa de fortificação. O Castillo de la Real Fuerza foi construído para substituir o Vieja Fuerza e mais tarde o Castillo de los Tres Reyes Magos del Morro e o menor Castillo de San Salvador de la Punta foram construídos em lados opostos da entrada do porto de Havana.
Na manhã de 15 de julho de 1570, ao largo de Santa Cruz de La Palma, Ilhas Canárias, avistou o galeão mercante português São Tiago (também grafado Santiago), que transportava jesuítas e colonos para o Brasil. As suas cinco naus aproximaram-se do São Tiago e abordaram-no, capturando-o. Ele assassinou 40 missionários jesuítas portugueses, desmembrou  e jogou seus corpos no mar ao largo de Tazacorte - cruzes no fundo do mar ainda hoje marcam o local em Malpique. Inácio de Azevedo foi um dos Quarenta Mártires do Brasil, beatificados pelo Papa Pio IX em 1854.